# Крылов, Василий Николаевич
Василий Николаевич Крылов (2 января 1947 — 17 февраля 2018) — российский учёный. Доктор биологических наук, заслуженный профессор Нижегородского государственного университета им. Н. И. Лобачевского, в 1991—2016 годах заведующий его кафедрой физиологии и биохимии человека и животных.
Председатель российского правительственного Межведомственного координационного совета по апитерапии (с 1997 года), вице-президент Национального союза апитерапевтов (с 2017 года).
Заслуженный деятель науки РФ (2007), Почётный работник высшего профессионального образования РФ. Лауреат премии Нижнего Новгорода (2016).

## Биография
Окончил биологический факультет Горьковского государственного университета им. Н. И. Лобачевского (ныне Нижегородский университет, ННГУ) в 1970 году, биолог, учитель биологии и химии.
Ученик Н. М. Артёмова.
Преподавал с 1980 года.
В 1991—2016 годах заведующий кафедрой физиологии и биохимии человека и животных ННГУ, затем профессор кафедры биохимии и физиологии Института биологии и биомедицины ННГУ, руководитель программы по апитерапии на факультете повышения квалификации и профессиональной переподготовки ННГУ.
«Учёный представляет большой коллектив, несколько десятилетий занимающийся исследованием пчелиного яда, — отмечается в 2017 году в журнале „Пчеловодство“. — Благодаря работам В. Н. Крылова и его школы в практическую медицину внедрены инъекционная форма пчелиного яда и водорастворимая мазь с ним, маточное молочко и прополис для ингаляции».
Являлся членом учёного совета ННГУ, председателем его докторского диссовета по физиологии и биохимии, членом медицинского и биологического советов по защите диссертаций при ННГУ и Нижегородской медицинской академии, входил в этический комитет последней, также состоял членом экологического диссовета Института биологии и биомедицины ННГУ.
Являлся председателем Межведомственного координационного совета по апитерапии с его образования в 1997 году при Минсельхозпроде России (впоследствии МСХ РФ). С 2014 года глава Научно-образовательного центра «Апифитотерапия», в 2017 году основал и возглавил Союз поддержки и развития апитерапии, а также стал одним из основателей и вице-президентом Национального союза апитерапевтов.
Сотрудничал с НИИ пчеловодства, Нижегородским обществом пчеловодов и Рязанским обществом апитерапевтов.
Академик Международной академии наук по апифитотерапии и пчеловодству.
Являлся членом редколлегий журналов «Пчеловодство» и «Известия высших учебных заведений. Поволжский регион. Естественные науки», «Вестника Нижегородского университета им. Н. И. Лобачевского».
Отмечают, что В. Н. Крылов наряду с Н. М. Артёмовым и Б. Н. Орловым внёс существенный вклад в разработку фундаментальных основ апитерапии.
Докторская диссертация «Механизмы изменения некоторых функций нормального и альтерированного сердца под влиянием зоотоксинов» (1990). Кандидатская диссертация посвящена исследованию кардиотропного действия пчелиного яда (пептида кардиопепа).
Подготовил 6 докторов и 32 кандидата биологических наук.
Разработал препараты «Солапивен» (инъекционный раствор пчелиного яда) и «Унгапивен» (мазь на основе пчелиного яда).
Заслуженный деятель науки РФ (2007), Почётный работник высшего профессионального образования РФ.
Лауреат премии Нижнего Новгорода (2016) в номинации «Высшая школа».
Имеет более 280 научных работ, в том числе 6 монографий и более 20 авторских свидетельств и патентов в области разработки лекарственных средств.

## Труды
Монографии
- Крылов В. Н. Пчелиный яд. Свойства, получение, применение: научно-справочное издание. — Нижний Новгород: Изд-во ННГУ им. Н. И. Лобачевского. 1995. 224 с. ISBN 5-85746-076-X
- Трошин В. Д., Крылов В. Н., Ковалева Т. С., Бачина О. В. Кладезь здоровья. Опыт народной и научной медицины: научно-справочное издание (монография). Нижний Новгород: Изд-во НГМА, 1995. 308 с. ISBN 5-7032-0068-7
- Крылов В. Н., Сокольский С. С. Пчелиный кладезь здоровья: научно-справочное издание. Краснодар: Изд-во администрации Краснодарского края, 1999. 92 с.
- Кривцов Н. И. Продукты пчеловодства для здоровья / Н. И. Кривцов, В. Н. Крылов, В. И. Лебедев, С. С. Сокольский. Краснодар: «Агропромполиграфист», 2002. 272 с.
- Пчелиный яд в научной и практической медицине / В. Н. Крылов, В. П. Млявый; [Редкол.: В. С. Улащик (пред.) и др.]. Минск: УП «Технопринт», 2002. 264 с. ISBN 985-464-435-9
- Теория и средства апитерапии / Крылов В. Н., Агафонов А. В., Кривцов Н. И., Лебедев В. И., Бурмистрова Л. А., Ошевенский Л. В., Сокольский С. С. ; Рос. акад. с.-х. наук, НИИ пчеловодства, М-во образования и науки Рос. Федерации, Нижегор. гос. ун-т им. Н. И. Лобачевского. — Москва : Комильфо, 2007. — 295 с. — ISBN 978-5-903535-03-3

Другие работы
- Орлов Б. Н., Крылов В. Н. Процессы макро- и микроциркуляции в организме. Учебное пособие. Нижний Новгород: Изд-во ГГУ, 1979. 90 с.
- Чебышев Н. В., Вальцева И. А., Крылов В. Н., Кудрявцев С. В. Ядовитые животные суши и моря. Учебное пособие. М.: ММА им. И. М. Сеченова, 1997. 60 с.
- Крылов В. Н., Чебышев Н. В., Вальцева И. А. Введение в апитерапию. Учебное пособие. М.: ММА им. И. М. Сеченова, 1998. 92 с.
- Крылов В. Н., Сокольский С. С. Маточное молочко пчел. Свойства, получение, применение: научно-справочное издание. Краснодар, 2000. 216 с.
- Крылов В. Н., Трошин В. Д. Апитерапия и здоровье человека // «Нижегородский медицинский журнал» № 2, 2002.
- Krylov V.N., Sokolsky S.S. Experimental study of bee royal jelly cardioprotectiv characteristics // Mellifera. 2006. N 6. P. 28-32.
- Памяти Николая Михайловича Артемова / В. Н. Крылов, А. В. Зевеке, Л. И. Иржак // Российский физиологический журнал им. И. М. Сеченова. — 2006. — Т. 92, N 6. — С. 771.
- Апитерапия: методические рекомендации / Трошин В. Д., В. Н. Крылов, С. С. Сокольский, И. В. Кривопалов-Москвин. Н. Новгород, 2008. — 48 с.
- Пропедевтика апитерапии. Уч. пособие / Крылов В. Н., Трошин В. Д., Кокуркин Г. В., Сокольский С. С., Кривопалов-Москвин И. В. — М.: Изд-во МПГУ, 2012. — 208 с. ISBN 9785948452432
- Крылов В. Апитерапия от античности до современности // Пчеловодство. 2013. № 1. С. 60-62.
- Крылов В. Н., Абогессименгане Б. Пчелиный яд в апитерапии // Пчеловодство. 2014. № 6. С. 60-61.
- Antipenko E.A., Deriugina A.V., Talamanova M.N., Krylov V.N., Troshin V.D. Efficiency of Apitherapy in the Treatment of Neurological Patients // Journal of the American Apitherapy Society. V 22, N 2015. P. 1, 4-6.
- Krylov V.N., Deriugina A.V., Pleskova S.N., Kalinin V.A. Apoptotic nature of erythrocyte hemolysis induced by low doses of ionizing radiation // Biophysics. 2015. Т. 60. № 1. С. 79-84.
- Гелашвили Д. Б., Крылов В. Н., Романова Е. Б. Зоотоксинология: биоэкологические и биомедицинские аспекты. Учебное пособие. Н. Новгород: Изд-во ННГУ, 2015. 770 с.